# All to Myself
„All to Myself“ je píseň americké zpěvačky Amber Coffman. Představena byla dne 6. října 2016 jako zpěvaččin debutový singl. Píseň byla vydána v den oznámení vydání prvního sólového alba zpěvačky nazvaného City of No Reply. K písni byl rovněž natočen videoklip, jehož režisérkou byla zpěvačka sama. Kameramanem byl Jake Magee.